# Brunei na Plażowych Igrzyskach Azjatyckich 2012
Brunei na III Plażowych Igrzyskach Azjatyckich w 2012 roku reprezentowało sześciu zawodników, wyłącznie mężczyzn. Reprezentacja zdobyła brązowy medal, co ulokowała ją na 18. miejscu w klasyfikacji medalowej. Był to trzeci start reprezentacji Brunei na plażowych igrzyskach azjatyckich.

## Wyniki

### Sepak takraw plażowy
Zawodnicy:
- Ismail Ang
- Muhamad Basyiruddin Haji Kamis
- Mohammad Shukri Jaineh
- Abdul Amin Mahari
- Nur Alimin Sungoh
- Mohammad Azri Tahir

| Konkurencja           | Faza eliminacyjna                                  | Faza eliminacyjna       | Faza eliminacyjna | Półfinały                          | Finał | Klas. końcowa |
| Konkurencja           | Mecz I                                             | Mecz II                 | Miejsce           | Półfinały                          | Finał | Klas. końcowa |
| --------------------- | -------------------------------------------------- | ----------------------- | ----------------- | ---------------------------------- | ----- | ------------- |
| Turniej regu mężczyzn | Indonezja P 2-3 (10-15, 15-13, 8-15, 16-14, 14-16) | Mjanma W 3-0 (walkower) | 2.                | Tajlandia P 0-3 (4-15, 8-15, 7-15) | NQ    |               |